# Rio Călugăreni
O Rio Călugăreni é um rio da Romênia, afluente do Niraj, localizado no distrito de Mureş.